# Coupe Mitropa 1971-1972
Navigation
Édition précédente Édition suivante
La Coupe Mitropa 1971-1972 est la trente-et-unième édition de la Coupe Mitropa. Elle est disputée par six clubs provenant de cinq pays européens.
Le NK Čelik Zenica conserve son titre en battant en finale l'AC Fiorentina sur le score d'un buts à zéro.

## Compétition

### Format
La compétition change de format pour cette édition 1971-1972. Les six équipes participantes sont séparées en deux groupes A et B. Dans chaque groupe, chaque équipe joue deux fois contre les deux autres équipes. Une victoire vaut deux points, un match nul un point et une défaite ne rapporte aucun point. À l'issue de cette phase de groupes, les premiers de chaque groupe s'affrontent en finale aller-retour. Le vainqueur de cette double confrontation remporte la Coupe Mitropa 1971-1972.

### Phase de groupes

#### Groupe A
| Rang | Équipe          | Pts | J | G | N | P | Bp | Bc | Diff |  | Résultats (▼ dom., ► ext.) |     |     |     |
| ---- | --------------- | --- | - | - | - | - | -- | -- | ---- |  | -------------------------- | --- | --- | --- |
| 1    | NK Čelik Zenica | 6   | 4 | 3 | 0 | 1 | 7  | 3  | +4   |  | NK Čelik Zenica            |     | 3-0 | 2-0 |
| 2    | Budapest Honvéd | 6   | 4 | 3 | 0 | 1 | 8  | 6  | +2   |  | Budapest Honvéd            | 3-0 |     | 2-1 |
| 3    | Sparta Prague   | 0   | 4 | 0 | 0 | 4 | 3  | 9  | -6   |  | Sparta Prague              | 0-2 | 2-3 |     |

#### Groupe B
| Rang | Équipe               | Pts | J | G | N | P | Bp | Bc | Diff |  | Résultats (▼ dom., ► ext.) |     |     |     |
| ---- | -------------------- | --- | - | - | - | - | -- | -- | ---- |  | -------------------------- | --- | --- | --- |
| 1    | AC Fiorentina        | 6   | 4 | 3 | 0 | 1 | 9  | 3  | +6   |  | AC Fiorentina              |     | 3-0 | 2-1 |
| 2    | FK Partizan Belgrade | 6   | 4 | 3 | 0 | 1 | 9  | 5  | +4   |  | FK Partizan Belgrade       | 2-1 |     | 3-0 |
| 3    | First Vienna FC      | 0   | 4 | 0 | 0 | 4 | 2  | 12 | -10  |  | First Vienna FC            | 0-3 | 1-4 |     |

### Finale
Les matchs ont lieu les 23 août 1972 et 4 octobre 1972.
| Équipe 1      | Résultat | Équipe 2        | Aller | Retour |
| ------------- | -------- | --------------- | ----- | ------ |
| AC Fiorentina | 0-1      | NK Čelik Zenica | 0-0   | 0-1    |